# Рандоалд
Рандоалд (на немски: Randoald, Rancald, Randaut, † 675, Мутие, кантон Берн, Швейцария) е монах в манастир Мутие-Грандвал в Швейцария и християнски мъченик и Светия.

## Биография
Той е монах и приор или библиотекар в манастир Мутие-Грандвал. През 675 г. той придружава игумена на манастира Герман от Гранфелден в преговори в Courtételle югозападно от Дьолемон с елзаския херцог Етихо, който иска да подчини територията. На връщане за манастира двамата са убити от привърженици на херцога.
Неговият ден за почит е на 21 февруари (заедно с Герман от Гранфелден). Почитан е най-вече в кантон Юра, където има улици наречени на него.